# Ejvind Blach
Ejvind Mollerup Blach (Copenhaguen, 31 de desembre de 1895 - Frederiksberg, Hovedstaden, 1 d'octubre de 1972) va ser un jugador d'hoquei sobre herba danès que va competir a començaments del segle xx. Era germà dels també esportistes olímpics Arne i Svend Blach, i oncle de Preben Blach.
El 1920 va prendre part en els Jocs Olímpics d'Anvers, on va guanyar la medalla de plata com a membre de l'equip danès en la competició d'hoquei sobre herba.